# 千人針

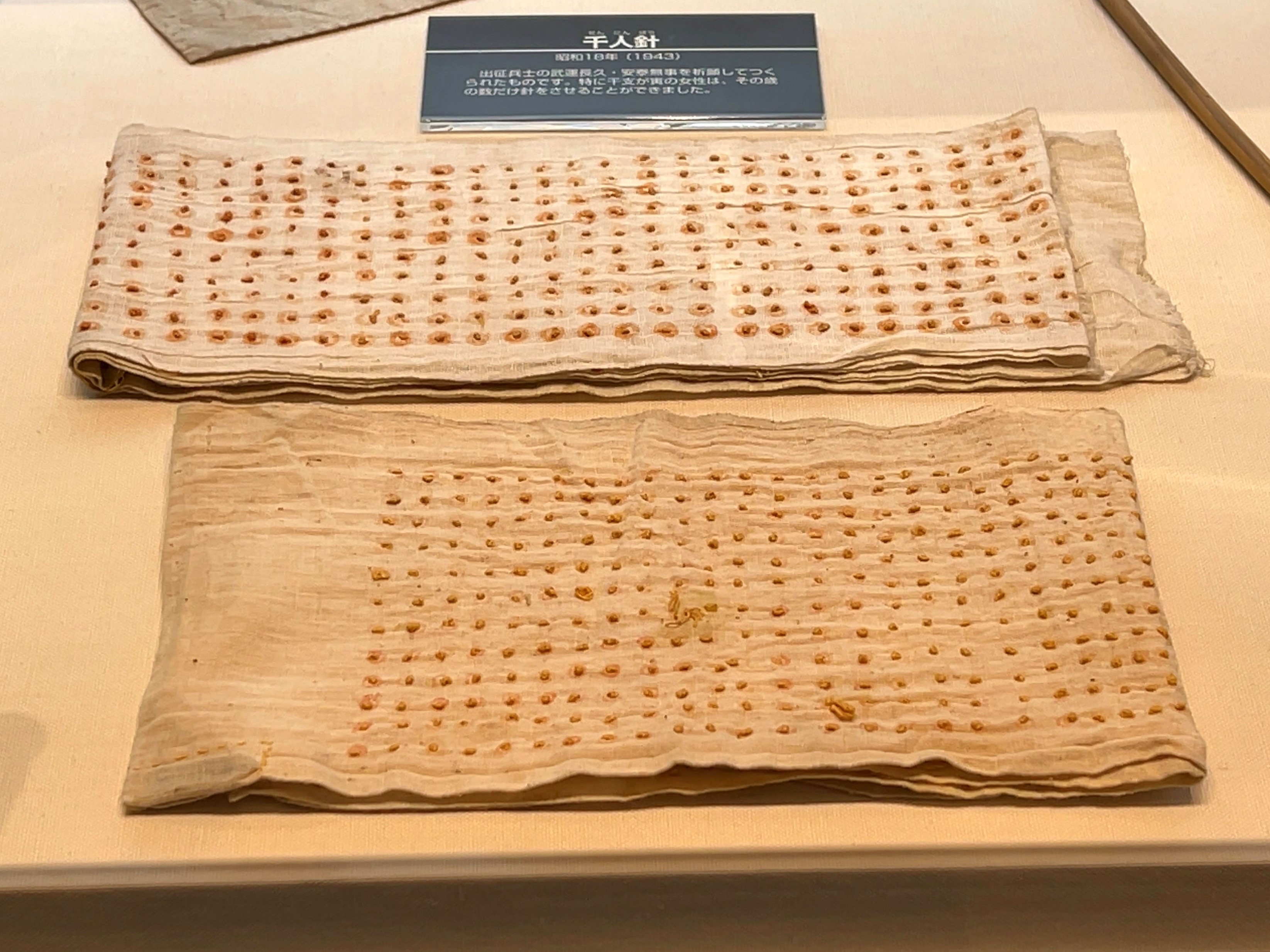

千人針（せんにんばり）は、第二次世界大戦まで日本でさかんに行われた、多くの女性が一枚の布に糸を縫い付けて結び目を作る祈念の手法、および出来上がったお守りのこと。武運長久、つまり兵士の戦場での幸運を祈る民間信仰である。

## 概要
1メートルほどの長さの白布に、赤い糸で縫って結び目（玉結び）を一目つくってもらう。それを千人の女性に一人一針ずつ縫ってもらうことを目標に一枚の布を縫い進める活動。近所の人々や、往来で声を掛けあうのも当時は多くみられた。特例として寅年生まれの女性は自分の年齢だけ結び目を作る事が出来る。これは虎が「千里を行き、千里を帰る」との言い伝えにあやかって、兵士の生還を祈るものである。同様の理由から、ただ単に縫い目を並べるのではなく、虎の絵を刺繍で描いた例も多く見られる。また、穴の開いていない五銭硬貨や十銭硬貨を縫いこむことも行われた。これは「五銭」は「死線（しせん=四銭）」を越え、「十銭」は「苦戦（くせん=九銭）」を越えるという事に由来しており、無事を願う語呂合わせでもある。他に、神社などの護符を縫いこんだ例もあった。家族の出征の無事帰還を口に出すことも禁じられ、出来なくなっていった庶民のささやかな気持ちの現れでもあり、千人針は全国で盛んに縫われた。
できあがった千人針を、兵士は銃弾よけのお守りとして腹に巻いたり、帽子に縫いつけたりした。戦場では洗濯することが困難なため、南方戦線では布目に虫がつくなど不潔なため処分することが多々あったが、外地で冷涼な場合はそのまま大切に持つ者もいた。

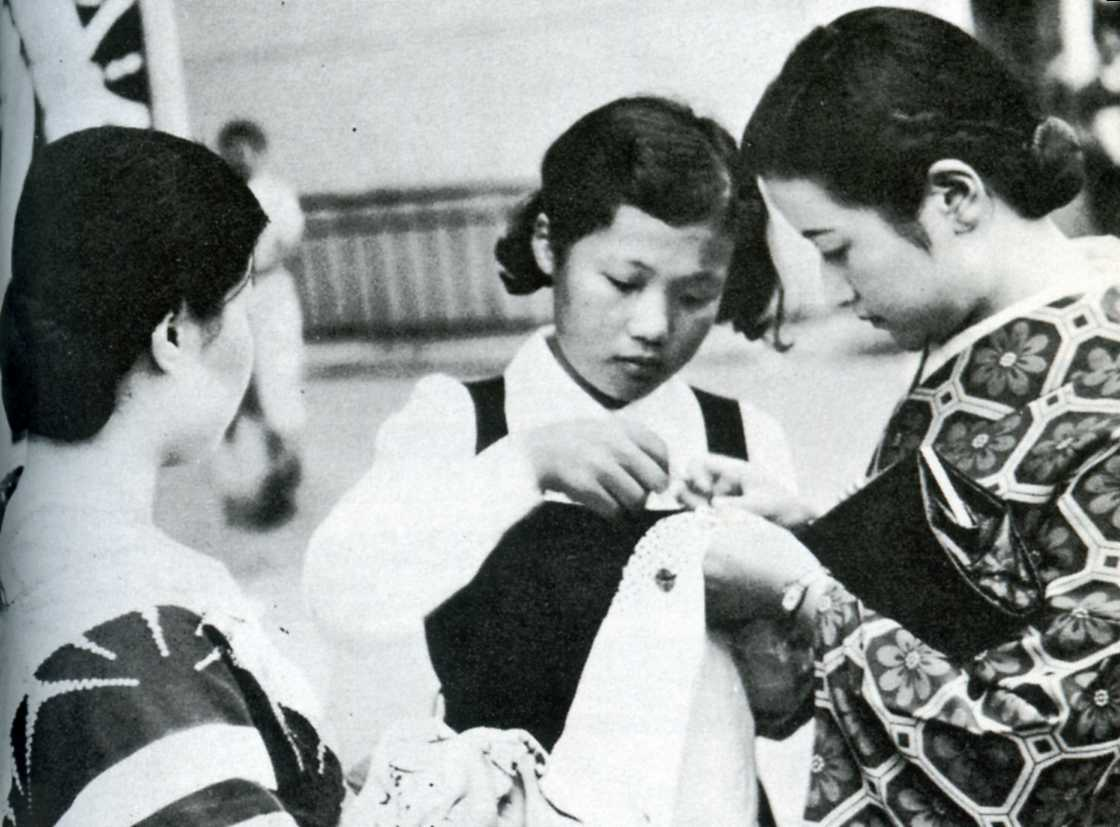
千人針をする様子
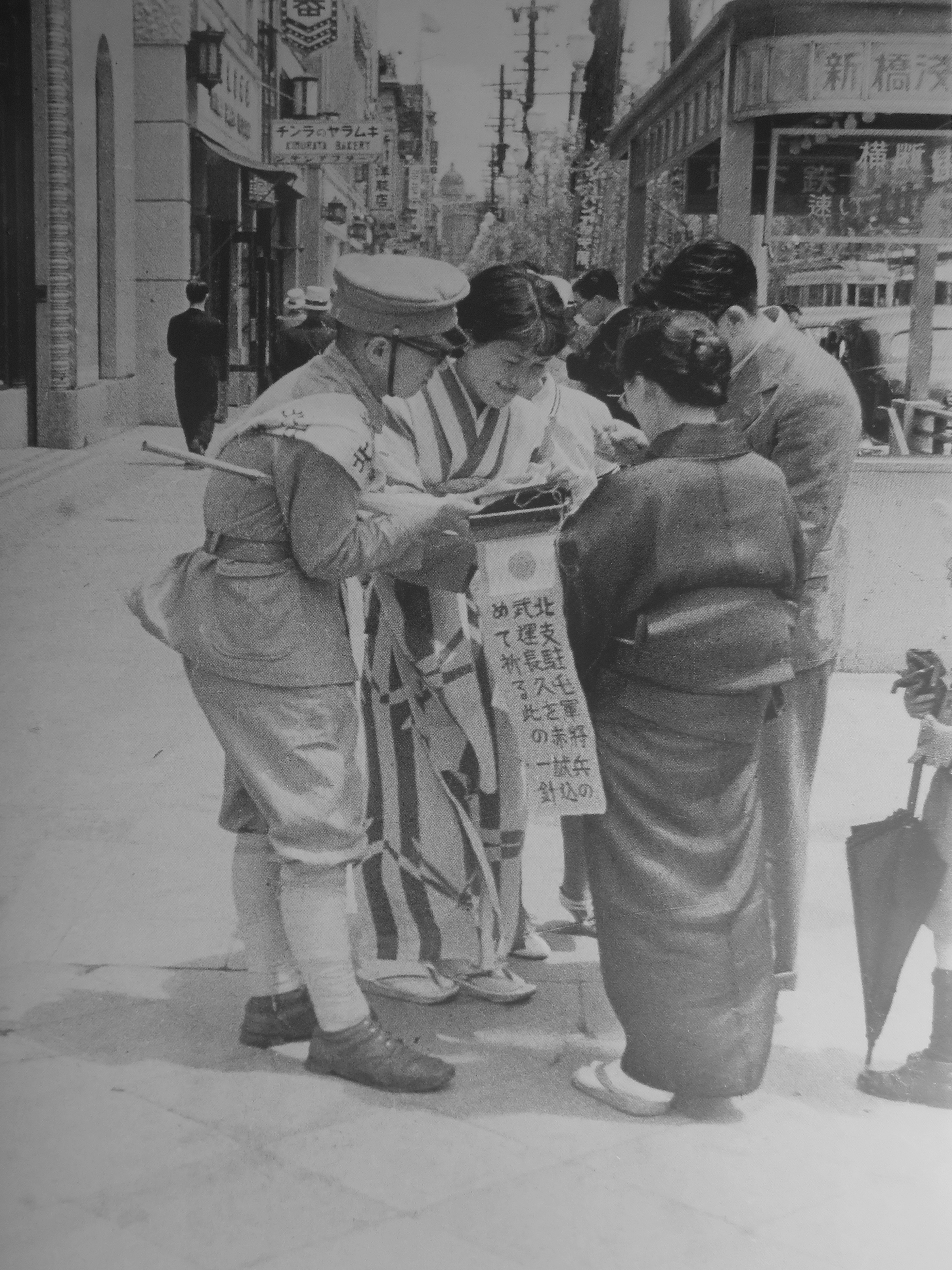
東京銀座通りで、日中戦争勃発による北支駐屯軍の将兵に宛てた千人針の依頼（撮影：1937年、石川光陽）

## 歴史
歴史的には日露戦争の頃から、同様の千個の結び目を作った布を弾丸避けのお守りとし、出陣する兵士に持たせる祈念が日本各地で行われていた。この頃には「千人結び」や「千人力」などの名でも呼ばれていた。
その後、千人針は、日中戦争から太平洋戦争にかけて日本全国に普及していった。街頭で、通行中の女性に縫い取りの協力を求める光景は、戦時下の日本を象徴する風俗となった。普及の過程で、呼び名も「千人針」で統一されていった。他方、初期の呼び名の一つであった「千人力」は、千人の男性が「力」の字を寄せ書きする類似の祈願を指す言葉となり、千人力専用の「力」を刻印したゴム印までもが商品化された。
政府は、日露戦争の頃には、千人針を含めた武運長久の民間信仰について、迷信であり「頑迷不識の徒」が行うものとして批判し、歓迎していなかった。しかし、第二次世界大戦期には、大衆の戦意高揚の空気を醸成する手段として、むしろ千人針を奨励するように方針転換していった。
1938年には、千人針を題材に日本最初のカラー映画『千人針』が生まれた。この映画は空襲などでフィルムのほとんどが焼失し、戦後その存在は忘れられていたが、ソビエト連邦の崩壊後にソ連軍が満州で接収したものが発見され、日本でも知られるようになった。
また、日本だけでなくアメリカ合衆国の第442連隊戦闘団（日系志願部隊）でも行われていた。
第二次世界大戦後は戦中を想起させる千人針の風習が行われることもなくなった。ただし、衆議院議員である阿部知子が2004年に行った発言によると、自衛隊イラク派遣での第4次復興支援群派遣に際しては、いまだに出動する自衛隊員に千人針が贈られた例があったとされている。

## 民俗学的分析
民俗学ないし文化人類学、宗教学的には、多数の人の祈願によって目的を達成させる合力祈願（ごうりききがん）の一種と説明される。類似の祈願である千人力の寄せ書きも同じく合力祈願の性質を有する。千人針については、特に女性の力（妹の力）を集めることに強い意味があったとの理解もある。
また、布や糸、赤い色が持つと考えられた呪術的な力への期待もあったのではないかと言われる（赤#生活・社会・文化への影響を参照）。千本の布製の幟を神社に奉納する「千本幟」と呼ばれる祈念との関連性を指摘する見解もある。
武運長久と言っても、戦場での大きな手柄を期待するよりも、生還を祈る弾丸避け祈願がその本質であった。この点、平時における徴兵避け祈願から、戦時において派生したものとの評価もある。